# Sebastiano Luperto
Sebastiano Luperto (Lecce, 6 settembre 1996) è un calciatore italiano, difensore del Cagliari.

## Caratteristiche tecniche
Inizia la carriera da esterno sinistro di centrocampo, salvo poi abbassare il proprio raggio d'azione sotto la guida di Claudio Luperto - suo ex tecnico ai tempi in cui militava nelle giovanili del Lecce - che lo adatta prima a terzino, poi a difensore centrale.
Paragonato a Raúl Albiol - a cui ha dichiarato di ispirarsi - per prestanza fisica e doti tecniche, è un centrale possente fisicamente, efficace nel gioco aereo - dote che lo rende pericoloso su palla inattiva - diligente tatticamente e in possesso di una discreta visione di gioco che gli consente di impostare l'azione dalle retrovie.

## Carriera

### Club

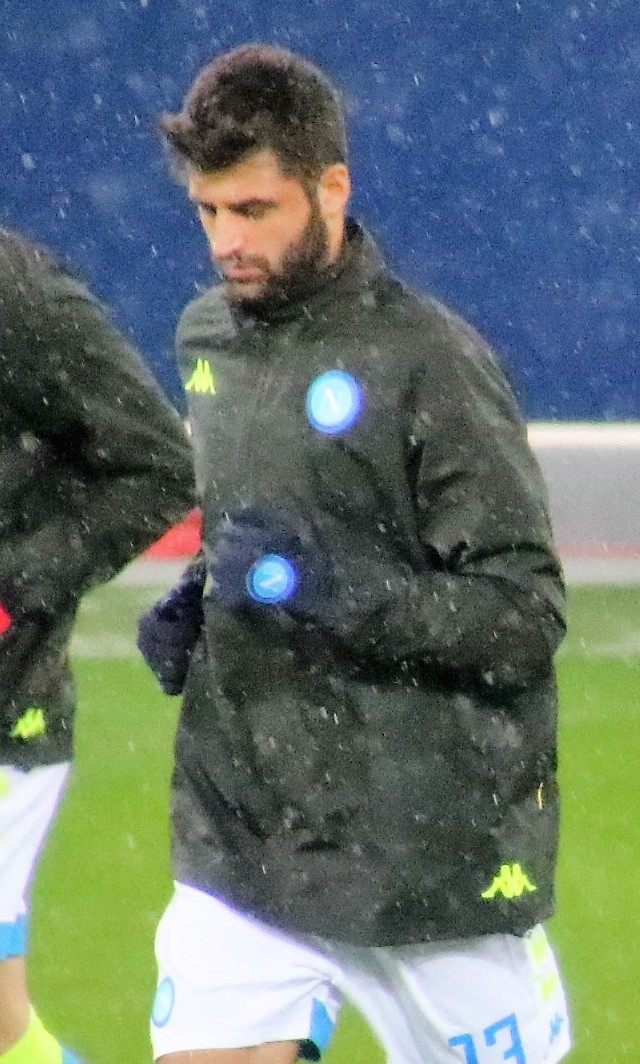
Luperto con il nel 2019

#### Esordio in Serie A e prestiti a Pro Vercelli ed Empoli
Muove i suoi primi passi nella scuola calcio Lecce Due all'età di cinque anni dell'ex calciatore Giuseppe Cartisano, prima di approdare all'Aria Sana di San Cesario; qui viene visionato dal Lecce, che decide di inserirlo nel proprio settore giovanile, svolgendo tutta la trafila. Esordisce in prima squadra il 4 agosto 2013 in Coppa Italia contro il Santhià, subentrando al 56' al posto di Diniz.
Il 23 agosto passa al Napoli in prestito con diritto di riscatto della metà, venendo aggregato alla formazione Primavera. Entrato nel giro della prima squadra sotto la guida di Benítez, esordisce con i partenopei il 3 maggio 2015 contro il Milan alla 34ª giornata di campionato, subentrando al 38' della ripresa al posto di David López. A fine stagione il Napoli acquista il cartellino del giocatore in cambio di 500.000 euro. Il 10 dicembre 2015 esordisce nelle competizioni europee contro il Legia Varsavia, incontro valido per l'ultima giornata della fase a gironi di Europa League, sostituendo Vlad Chiriches al 79'.
Il 26 agosto 2016 passa in prestito alla Pro Vercelli. Esordisce in Serie B il 4 settembre contro il Trapani, subentrando all'83' al posto di Morra. Con il passare delle giornate riesce a ritagliarsi una maglia da titolare, rendendosi autore di un'ottima stagione.
Il 3 agosto 2017 passa in prestito all'Empoli. Esordisce con i toscani il 26 agosto contro la Ternana (1-1). A fine stagione la squadra archivia la promozione in Serie A.

#### Ritorno al Napoli e prestito a Crotone
Nel 2018 torna a Napoli, venendo aggregato all'organico del tecnico Carlo Ancelotti. Dopo aver trascorso due stagioni da riserva, il 5 ottobre 2020 passa in prestito al Crotone.

#### Ritorno ad Empoli
Il 13 agosto 2021, fa ritorno all'Empoli, a cui viene ceduto in prestito con diritto di riscatto, fissato a 3 milioni di euro.
Il 18 luglio 2022, viene ceduto in prestito con obbligo di riscatto ai toscani. Il 28 gennaio 2023 realizza la sua prima rete in Serie A in occasione del pareggio per 2-2 contro il Torino.

#### Cagliari
L'8 luglio 2024, Luperto viene acquistato a titolo definitivo dal Cagliari, sempre in Serie A, con cui firma un contratto quadriennale e dove ritrova Davide Nicola come allenatore, che l'ha richiesto alla società rossoblù dopo averlo allenato all'Empoli. Debutta con i rossoblu il 12 agosto 2024 nel match valido per la qualificazione agli ottavi di finale di Coppa Italia contro la Carrarese, match poi vinto 3-1.  Il debutto in Serie A avviene qualche giorno dopo in occasione del match contro la Roma, finito 0-0. 
Il 19 gennaio 2025, alla 21ª giornata di campionato, mette a segno il primo gol in maglia rossoblù, con cui contribuisce alla vittoria casalinga per 4-1 contro il Lecce.

### Nazionale
Conta diverse apparizioni con le selezioni giovanili azzurre.

## Statistiche

### Presenze e reti nei club
Statistiche aggiornate al 19 gennaio 2025.
| Stagione        | Squadra         | Campionato      | Campionato | Campionato | Coppe nazionali | Coppe nazionali | Coppe nazionali | Coppe continentali | Coppe continentali | Coppe continentali | Altre coppe | Altre coppe | Altre coppe | Totale | Totale |
| Stagione        | Squadra         | Comp            | Pres       | Reti       | Comp            | Pres            | Reti            | Comp               | Pres               | Reti               | Comp        | Pres        | Reti        | Pres   | Reti   |
| --------------- | --------------- | --------------- | ---------- | ---------- | --------------- | --------------- | --------------- | ------------------ | ------------------ | ------------------ | ----------- | ----------- | ----------- | ------ | ------ |
| ago. 2013       | Lecce           | 1D              | 0          | 0          | CI+CI-LP        | 3+0             | 0               | -                  | -                  | -                  | -           | -           | -           | 3      | 0      |
| 2013-2014       | Napoli          | A               | 0          | 0          | CI              | 0               | 0               | UCL+UEL            | 0                  | 0                  | -           | -           | -           | 0      | 0      |
| 2014-2015       | Napoli          | A               | 1          | 0          | CI              | 0               | 0               | UCL+UEL            | 0                  | 0                  | SI          | 0           | 0           | 1      | 0      |
| 2015-2016       | Napoli          | A               | 0          | 0          | CI              | 0               | 0               | UEL                | 1                  | 0                  | -           | -           | -           | 1      | 0      |
| 2016-2017       | Pro Vercelli    | B               | 32         | 0          | CI              | 0               | 0               | -                  | -                  | -                  | -           | -           | -           | 32     | 0      |
| 2017-2018       | Empoli          | B               | 28         | 2          | CI              | 0               | 0               | -                  | -                  | -                  | -           | -           | -           | 28     | 2      |
| 2018-2019       | Napoli          | A               | 12         | 0          | CI              | 0               | 0               | UCL+UEL            | 0+3                | 0                  | -           | -           | -           | 15     | 0      |
| 2019-2020       | Napoli          | A               | 9          | 0          | CI              | 1               | 0               | UCL                | 2                  | 0                  | -           | -           | -           | 12     | 0      |
| Totale Napoli   | Totale Napoli   | Totale Napoli   | 22         | 0          |                 | 1               | 0               |                    | 6                  | 0                  |             | -           | -           | 29     | 0      |
| 2020-2021       | Crotone         | A               | 23         | 0          | CI              | 0               | 0               | -                  | -                  | -                  | -           | -           | -           | 23     | 0      |
| 2021-2022       | Empoli          | A               | 24         | 0          | CI              | 1               | 0               | -                  | -                  | -                  | -           | -           | -           | 25     | 0      |
| 2022-2023       | Empoli          | A               | 36         | 2          | CI              | 1               | 0               | -                  | -                  | -                  | -           | -           | -           | 37     | 2      |
| 2023-2024       | Empoli          | A               | 34         | 1          | CI              | 1               | 0               | -                  | -                  | -                  | -           | -           | -           | 35     | 1      |
| Totale Empoli   | Totale Empoli   | Totale Empoli   | 122        | 5          |                 | 3               | 0               |                    | -                  | -                  |             | -           | -           | 125    | 5      |
| 2024-2025       | Cagliari        | A               | 36         | 1          | CI              | 1               | 0               | -                  | -                  | -                  | -           | -           | -           | 32     | 1      |
| Totale carriera | Totale carriera | Totale carriera | 235        | 6          |                 | 8               | 0               |                    | 6                  | 0                  |             | -           | -           | 244    | 6      |

### Cronologia presenze e reti in nazionale
| Cronologia completa delle presenze e delle reti in nazionale ― Italia under 21 | Cronologia completa delle presenze e delle reti in nazionale ― Italia under 21 | Cronologia completa delle presenze e delle reti in nazionale ― Italia under 21 | Cronologia completa delle presenze e delle reti in nazionale ― Italia under 21 | Cronologia completa delle presenze e delle reti in nazionale ― Italia under 21 | Cronologia completa delle presenze e delle reti in nazionale ― Italia under 21 | Cronologia completa delle presenze e delle reti in nazionale ― Italia under 21 | Cronologia completa delle presenze e delle reti in nazionale ― Italia under 21 |
| Data                                                                           | Città                                                                          | In casa                                                                        | Risultato                                                                      | Ospiti                                                                         | Competizione                                                                   | Reti                                                                           | Note                                                                           |
| ------------------------------------------------------------------------------ | ------------------------------------------------------------------------------ | ------------------------------------------------------------------------------ | ------------------------------------------------------------------------------ | ------------------------------------------------------------------------------ | ------------------------------------------------------------------------------ | ------------------------------------------------------------------------------ | ------------------------------------------------------------------------------ |
| 25-5-2018                                                                      | Estoril                                                                        | Portogallo under 21                                                            | 3 – 2                                                                          | Italia under 21                                                                | Amichevole                                                                     | -                                                                              | 55’ 82’                                                                        |
| 29-5-2018                                                                      | Besançon                                                                       | Francia under 21                                                               | 1 – 1                                                                          | Italia under 21                                                                | Amichevole                                                                     | -                                                                              |                                                                                |
| 11-9-2018                                                                      | Cagliari                                                                       | Italia under 21                                                                | 3 – 1                                                                          | Albania under 21                                                               | Amichevole                                                                     | -                                                                              | 76’                                                                            |
| 21-3-2019                                                                      | Trieste                                                                        | Italia under 21                                                                | 0 – 0                                                                          | Austria under 21                                                               | Amichevole                                                                     | -                                                                              |                                                                                |
| 25-3-2019                                                                      | Frosinone                                                                      | Italia under 21                                                                | 2 – 2                                                                          | Croazia under 21                                                               | Amichevole                                                                     | -                                                                              | 87’                                                                            |
| Totale                                                                         |                                                                                | Presenze                                                                       | 5                                                                              |                                                                                | Reti                                                                           | 0                                                                              |                                                                                |

## Palmarès

### Club

#### Competizioni nazionali
- Supercoppa italiana: 1

Napoli: 2014
- Campionato italiano di Serie B: 1

Empoli: 2017-2018
- Coppa Italia: 1

Napoli: 2019-2020

### Nazionale
- Torneo Quattro Nazioni: 1

Italia Under-20: 2015-2016